# 심의식 (아이스하키 선수)
심의식(沈義植, 1969년 12월 5일~)은 대한민국의 아이스하키 선수, 지도자로 현역 시절 포지션은 센터이다. 연세대학교 출신으로 1994년부터 2006년까지 선수 생활을 하였으며 안양 한라와 대한민국 국가대표팀의 일원으로 뛰었다. 코리안리그 시절부터 5번의 MVP를 따내며 '한국의 웨인 그레츠키'라는 별명을 얻은 그는 한국 아이스하키 1세대 스타로 간주된다.

## 선수 경력
심의식은 1969년 서울특별시에서 심찬구와 최정자 사이에서 2남 1녀 중 막내로 태어났다. 재동국민학교와 중동중학교, 중동고등학교를 졸업하고 1988년 연세대학교에 입학하여 연세대 아이스하키부의 일원으로 활동했다. 
1989년에 유니버시아드 대표팀으로 발탁되어 1989년 동계 유니버시아드에 참가했다. 이후 1990년부터 대한민국 대표팀의 일원으로 뛰었으며 그 해 2월 삿포로에서 열린 1990년 아시안 게임에 참가했다.

## 지도자 경력
은퇴 후에는 잠시 리틀 한라 감독을 역임한 후 2008년부터 2014년까지 안양 한라 아이스하키단의 감독직을 수행하였다. 
2006년 외국인 사령탑 오타카르 베이보다 감독 체제 이후 빙판을 떠난 그는 베이보다 감독의 사임 이후 정몽원 구단주의 부름으로 2008년 여름, 팀의 감독으로 내정됐다.
2008년 부임과 함께 대학 출신의 스타 선수들과 새로운 외국인 선수들이 영입되었고 그는 안양 한라를 사상 처음으로 정규리그 1위로 끌어올렸다. 또한 2009-10 시즌에서 정규리그 1위와 함께 한국팀으로는 사상 처음으로 포스트 시즌 우승을 이끌기도 했다.

## 배우자
- 윤아[2]

## 감독 기록
- 안양 한라
  - 2008-2009 정규시즌 1위 플레이오프 1라운드 탈락
  - 2009-2010 정규시즌 1위, 플레이오프 챔피언
  - 2010-2011 정규시즌 4위, 플레이오프 챔피언
  - 2011-2012 정규시즌 2위, 플레이오프 1라운드 탈락

## 개인 통산 기록
| 리그       | 연도      | 경기 | 골  | 어시스트 | 포인트 |
| 코리안리그 | 1994-2003 | 117  | 118 | 53       | 171    |
| 아시아리그 | 2003-2006 | 86   | 18  | 12       | 30     |
| 합계       | 합계      | 203  | 136 | 65       | 201    |
| ---------- | --------- | ---- | --- | -------- | ------ |

## 수상
- 체육포장(1991년 11월 15일)